# Гонсалес, Сусана (исследовательница)
Сусана Гонсалес (исп. Susana González) — уругвайский биолог, исследовательница и профессор.

## Биография
В настоящее время она старший профессор-исследователь кафедры биоразнообразия и генетики Института биологических исследований Клементе Эстебл. С 2016 по 2020 годы она была президентом Института биологических исследований Клементе Эстебл.
В 2016 году она была удостоена Премии L’Oréal-ЮНЕСКО Для женщин в науке за свой проект под названием Aplicación de marcadores moleculares para determinar unidades de conservación de cérvidos latinoamericanos.
В 1987 году Гонсалес получила степень бакалавра биологических наук в Университете Республики Уругвая. Её исследования были сосредоточены на цитогенетическом и краниометрическом изучении зайца (Lepus sp.), интродуцированного в Уругвай. Позже, между 1989 и 1991 годами, она получила степень магистра биологических наук, сосредоточив внимание на изучении выдры Myocastor coypus и её генетической изменчивости посредством цитогенетического анализа. В 1997 году она защитила степень доктора биологических наук с диссертацией «Анализ морфологической и генетической изменчивости полевого оленя (Ozotoceros bezoarticus) и её последствий для сохранения».
С 2016 по 2020 годы она была президентом Института биологических исследований Клементе Эстебл.
С 2014 года Гонсалес работала профессором и научным сотрудником 5-го класса в Научно-исследовательском биологическом институте Клементе Эстебл.